# 圣马丁堂 (斯特拉斯堡)

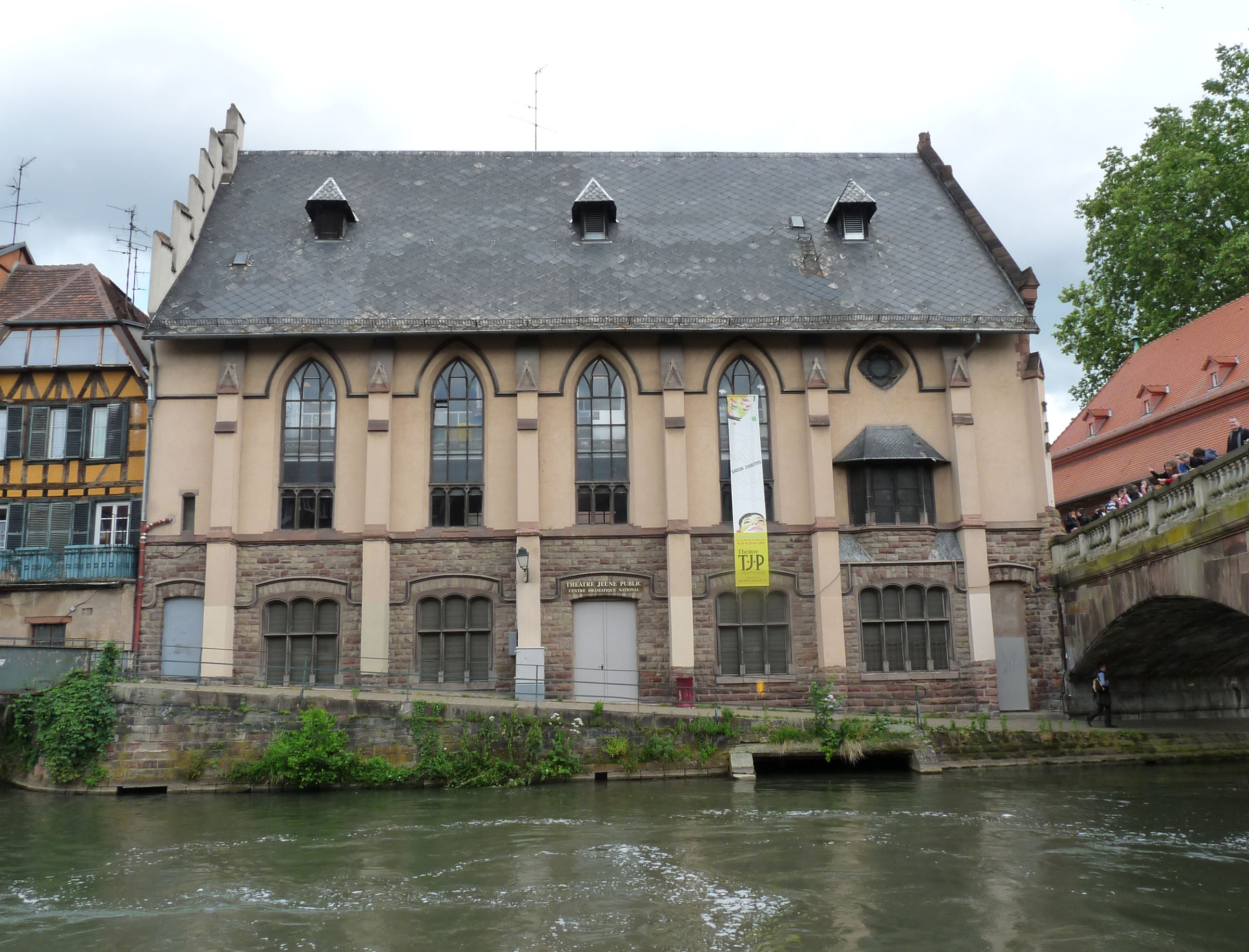

斯特拉斯堡圣马丁堂（法语：Église Saint-Martin de Strasbourg）是一座原教堂，位于法国下莱茵省 斯特拉斯堡小法兰西区（Petite France） 圣马丁桥街（rue du Pont Saint-Martin），建于1905年，采用哥特复兴式建筑风格。
1969年，斯特拉斯堡新的浸信会教堂建成后，聚集在这座教堂里的社区搬到了梅诺区（Meinau）。
自1974年以来，这座教堂一直是青年观众剧院（Théâtre Jeune Public）的所在地。